# Acanthacris

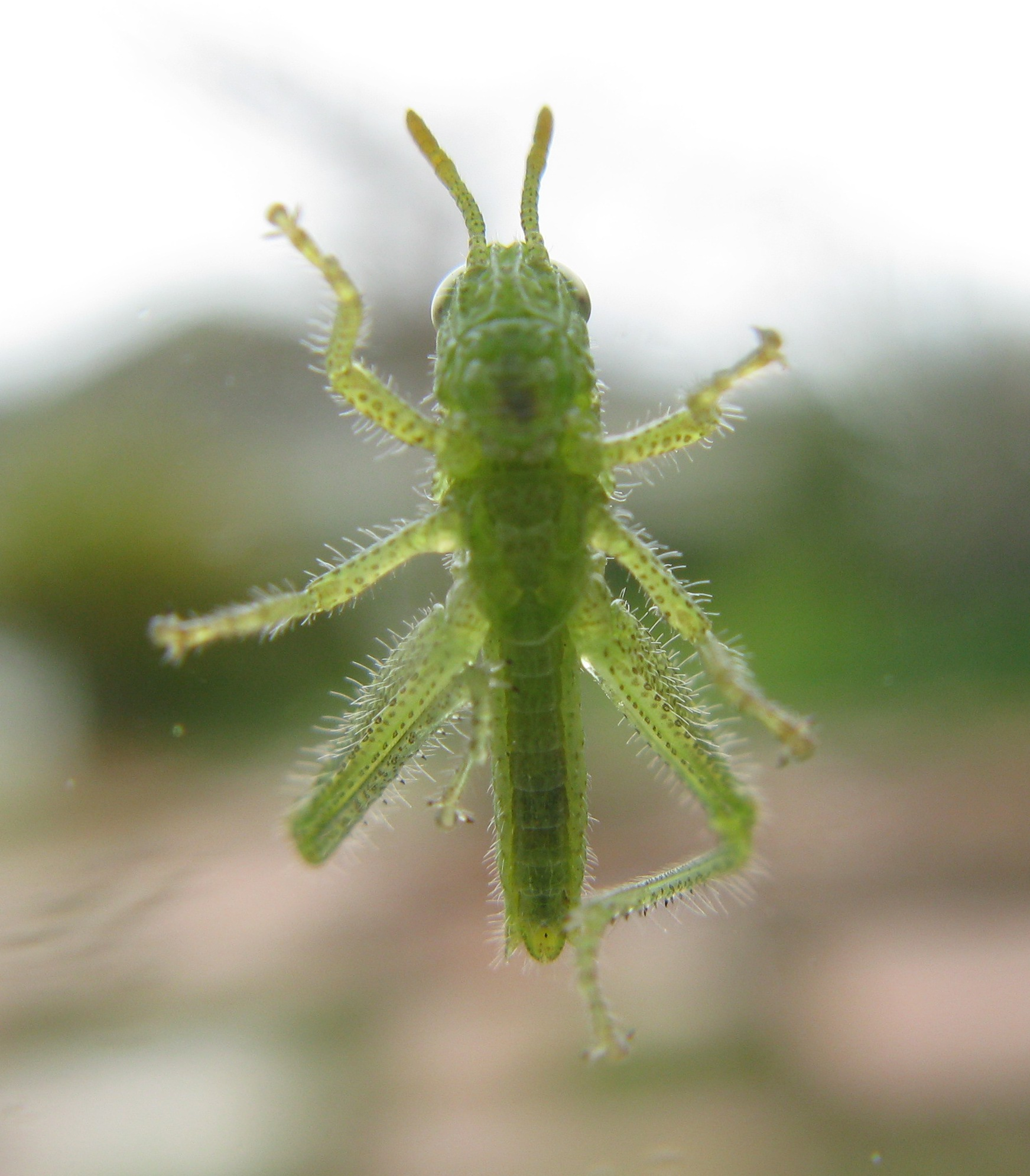
Ninfa de A. ruficornis. Aspecto ventral, asentado sobre una ventana de cristal.

Acanthacris es un género de saltamontes africanos de la familia de los acrídidos, subfamilia Cyrtacanthacridinae. La especie tipo, Acanthacris ruficornis, se encuentra también en el extremo sur de la península ibérica, en torno al estrecho de Gibraltar.

## Especies
Este género contiene las siguientes especies:
- Acanthacris aithioptera Mungai, 1987
- Acanthacris deckeni (Gerstaecker, 1869)
- Acanthacris elgonensis Sjöstedt, 1932
- Acanthacris ruficornis (Fabricius, 1787)